# MetaWalkers
MetaWalkers (メタウォーカーズ) とは、ピー・ビーシステムズが開発・展開する立体映像の投影装置を用いコンテンツと呼ばれる専用の3Dアニメーションを上映するショートムービーシアター施設である。
2020年5月までは、日本国内では『4D王』、海外では『4DOH』と表記を使い分けていたが、同年6月より後者に表記を統一。2023年1月に「MetaWalkers」へ名称変更した。

## 概要
2010年12月、ピー・ビーシステムズがシステム・プロが保有していた特許第4166260号『立体映像の投影方法及び立体映像の投影装置』を代物弁済により取得し、事業展開を開始。
大型の円筒形状の施設内部に、シート状スクリーンを全周囲に設置し、複数のプロジェクターを用い、360度切れ目のない3次元映像を合成投影する。
観察者は、円筒形内部中央付近で円偏光方式の3D眼鏡を着用する事で、360度立体映像空間に没入している感覚を得られる。
特殊な映像処理により、観察者自身に映像が迫り、体を突き抜けたり、空間に物体が浮遊する表現の実現により、没入感を高めている。
また、上映されるコンテンツ内容に合わせ、ボディソニックやエアー等の複数のギミックを連動させることで4D効果を図っている。
没入感が高いため、長時間のコンテンツは不向きとされ、主に10分前後のショートストーリーとなっている。

アミューズメント施設、商業施設向けの一般公開コンテンツの他、観光、医療、災害対策等の各種シミュレーターとして利用できる可能性がある。
アンカー等を用いた固定型の施設ではなく、常設タイプの機種でも設置、撤去工事は数日間で実施できるため、期間型のイベント興行や移動型興業にも適している。
2015年5月には泉陽興業と4D王販売に関する業務提携を締結。
期間型イベントでは「テレビ朝日・六本木ヒルズ 夏祭り SUMMER STATION」『無人島0円生活 ぐるっと360°4Dシアター』に使用された25人型の4D王が44日間で5万人を超える入場者数を記録している。
2017年には可搬型タイプ「ギャロップ」がリリースされた。この可搬型タイプの4D王は設置10時間/解体3時間（搬入/搬出時間を除く）と、常設タイプよりも短時間での導入～撤去が可能となった結果、開催期間が数日程度の短期間イベントにもスムーズに4D王を導入できるようになった。実際に2018年のゴールデンウイークに開催された「ヤフオクドームキッズチャレンジ」イベントでは、わずか6日間の短期イベントにもかかわらず4D王ギャロップシルバー（25名型）が導入され、3,488名の4D王入場客数を記録している。
2018年に福岡市科学館の一周年を機に行われた「クリエイティブスペース プロデュースコンテスト」で4D王は大賞を受賞し、2018年9月末より1年間、福岡市科学館内のクリエイティブスペースで実機展示がはじまっている。館内に展示されている4D王は、操作員が不要な無人運用対応のシステムが採用され、客室の座席にはキューブ型スツールを採用するなどのカスタマイズが施されている。キューブ型スツール座席は座席レイアウトの変更やイベントにあわせた座席撤去（フラットフロア化）を可能としている。

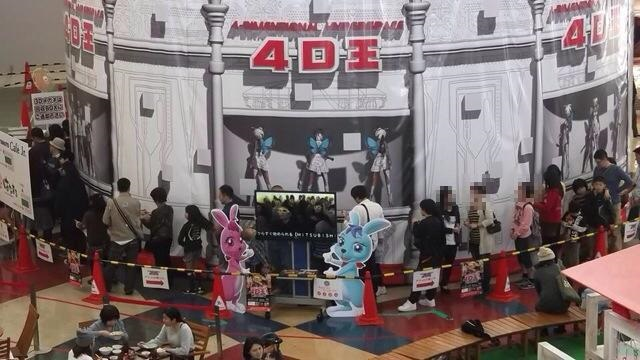
4D王（大型タイプ）外観
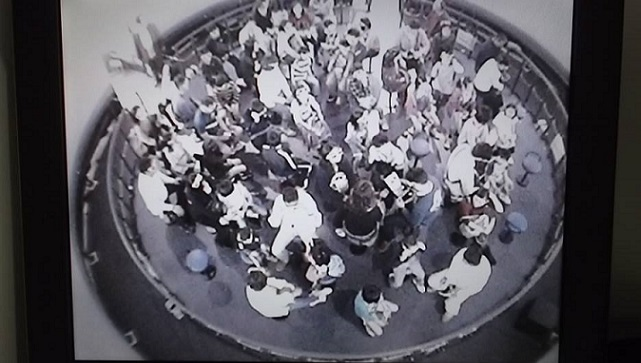
4D王（大型タイプ）内部

## 基本情報
常設タイプ（4D王ナンバーナイン・シルク）:
直径：4.1m
天井高：2.6m
映像：720P&1080Pの双方対応
音源：オリジナル6.2chサラウンド
定員：1～9名（４Ｄ王ナンバーナイン）／12名（４Ｄ王シルク）
常設タイプ（4D王クリスタル）:
直径：4.7m
天井高：2.9m
映像：720P&1080Pの双方対応
音源：オリジナル6.2chサラウンド
定員：16名
常設タイプ（4D王シルバー）:
直径：6.5m
天井高：3.5m
映像：720P&1080Pの双方対応
音源：オリジナル6.2chサラウンド
定員：25名
常設タイプ（4D王ダイヤモンド）:
直径：10m
天井高：4.6m
映像：720P&1080Pの双方対応
音源：オリジナル6.2chサラウンド
定員：60名

その他10名～100名定員までカスタマイズ可能

可搬タイプ（ギャロップクリスタル）:
直径：4.7m
天井高：2.6m
映像：720P&1080Pの双方対応
音源：オリジナル6.2chサラウンド
定員：16名（ベンチ型長椅子）
設置約10時間（搬入時間別）、 解体約3時間（搬出時間別）
可搬タイプ（ギャロップシルバー）:
直径：6.4m
天井高：3.2m
映像：720P&1080Pの双方対応
音源：オリジナル6.2chサラウンド
定員：25名（ベンチ型長椅子）
設置約10時間（搬入時間別）、 解体約3時間（搬出時間別）

## 特殊効果
- ボディーソニック
- フロアバイブレーション
- エアガン
- アロマフィーダー（オプション）
- スノーマシン（オプション）
- バブルジェネレータ（オプション）

## 関連情報
- 日本特許取得済：第4166260号
- 米国特許取得済：第8508583号
- 台湾特許取得済：第I446005号
- インド特許取得済:第288477号
- EPC（EU）への特許出願中

## コンテンツ
- 「Fantasic World」ファンタジックワールド
- 「Aqua World」アクアワールド
- 「Little Dino」リトルダイナ
- 「Dream World」ドリームワールド
- 「Galaxy Tours」ギャラクシーツアーズ
- 「Alien Zone」エイリアンゾーン
- 「Ninjya」忍者
- 「The Room」ザ・ルーム
- 「リッキーと黒き炎」
- 「聖マルチーズ女学園 臨時体育教師 ジョン」
- 「マルスの赤いスカーフ」
- 「聖マルチーズ女学園 臨時体育教師ジョンpart2 ～美女はヅラがお好き」
- 「猫島ロケンロール」
- 「キュン様＆ゴスの爆笑★マジックショウ」
- 栃木アイドル「パツイチモンスター」”サーカス”PV for 4D王（実写＆3DCG）
- 「金魚のくしゃみ」
- オール長洲町ロケ「金魚の気持ち」（実写&3DCG）
- 「とおりゃんせ　丑三つ刻の人形通り」
- 「頭文字Ｄ project VR -疾駆-」
- 「リトルブレイバー　ルックとメルトの大冒険」
- 「ウルトラマンゼロ Another Battle 〜光と力〜」
- 「アイスの小さな大冒険!」
- 「藤田恵名MV　-焦燥、脈打つ檻の中-」（実写&3DCG）
- 「恐怖列車」
- 「恐竜戯画」

## 設置場所履歴
国内:
ホークスタウンモール(2013年)
ヒルゼン高原センター(2014年)
沖縄県豊崎ライフスタイルセンター TOMITON(2014年)
お台場 VenusFort ヴィーナスフォート(2014年)
千歳アウトレットモール・レラ(2014年)
沖縄県うるま市うるまシティ・プラザ(2014年)
福岡県大野城市「居酒屋 庄の笛」(2014年)
沖縄県「おきなわワールド玉泉洞」(2015年)
埼玉県大宮「RAKUUN」(2015年)
北九州市「あるあるCity」(2015年)
佐賀県三瀬峠「旬菜さと山」(2015年)
栃木県那須塩原市「那須ロワイヤル」(2015年)
熊本県長洲町「金魚の館」ギョギョっと4D！シアター（2016年）
テレビ朝日・六本木ヒルズ 夏祭り SUMMER STATION『無人島0円生活 ぐるっと360°4Dシアター』（2016年）
千葉県柏市「タイトーステーション　セブンパークアリオ柏店」（2016年）
佐賀県佐賀市「モラージュ佐賀」（2016年）
福岡県福岡市「タイトーステーション　マリノア店」（2017年）
福岡県福岡市「スポガ　香椎店」（2017年）
福岡県久留米市「スポガ　久留米店」（2018年）
福岡県福岡市「福岡市科学館」（2018年）
沖縄県うるま市「沖縄電力電気科学館」（2019年）
国内 4D-KING ブランド：
下関市「はい！からっと横丁」(2015年) 4D-KING
名古屋市「名古屋港シートレインランド」(2015年) 4D-KING
横浜市「よこはまコスモワールド（みなとみらい）」(2015年) 4D-KING
静岡県伊東市「伊豆ぐらんぱる公園」(2015年) 4D-KING
大阪府枚方市「ひらかたパーク」(2016年) 4D-KING
千葉県木更津市「木更津かんらんしゃパーク KISARAPIA」（2016年）4D-KING
北海道紋別市「氷海展望塔　オホーツクタワー」（2016年）4D-KING
静岡県浜松市「ゆうえんち　浜名湖パルパル」（2017年）「マスケラーナの４Ｄシアター」
海外:
麗寶楽園　福容大飯店<台湾台中市>(2016年)
Bà nà Hills <ベトナム>(2012年)